# Fujiwara no Ietaka
Fujiwara no Ietaka (jap. 藤原家隆; ur. 1158 r., zm. 1237 r.) – średniowieczny japoński poeta.
Był synem radcy Mitsutaki i uczniem poety Shunzeia. Jako utalentowany poeta cieszył się poparciem Go-Toby, byłego cesarza Japonii. W 1201 wraz z Teiką został członkiem redakcji ósmej antologii cesarskiej pt. Shin kokin wakashū. Później służył u Go-Toby, aż do wygnania byłego cesarza na wyspy Oki w 1221 roku. W ostatnich latach życia został mnichem.
Ietaka był cenionym poetą lirycznym. Starał się tworzyć zgodnie z zasadą nowego serca i starych słów. Często nawiązywał do wierszy Narihiry i Tsurayukiego.